# 圣弗洛朗德布瓦
圣弗洛朗德布瓦（法語：Saint-Florent-des-Bois，法語發音：[sɛ̃ flɔʁɑ̃ de bwa]）是法国卢瓦尔河地区大区旺代省的一个旧市镇，属于永河畔拉罗什区。2016年，圣弗洛朗德布瓦与市镇沙耶苏莱索尔莫合并为新市镇里沃德利永，圣弗洛朗德布瓦为新市镇行政中心。

## 地理
圣弗洛朗德布瓦（46°35'37"N, 1°18'57"W）面积36.76 平方千米，位于法国卢瓦尔河地区大区旺代省，该省份为法国西部沿海省份，北起大西洋卢瓦尔省和曼恩-卢瓦尔省，西临大西洋，南至滨海夏朗德省，东部及东南部与德塞夫勒省接壤。
与圣弗洛朗德布瓦接壤的市镇（或旧市镇、城区）包括：拉谢兹勒维孔特。
圣弗洛朗德布瓦的时区为UTC+01:00、UTC+02:00（夏令时）。

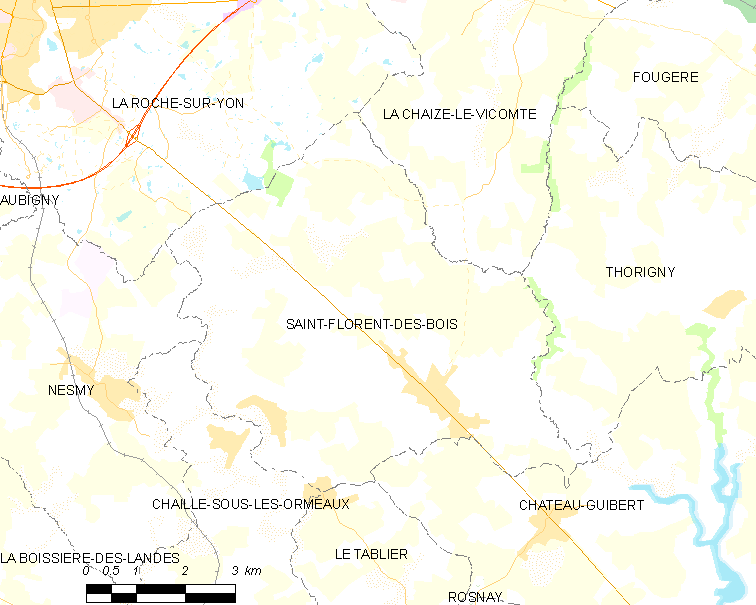
圣弗洛朗德布瓦的OSM定位图

## 行政
圣弗洛朗德布瓦的邮政编码为85310，INSEE市镇编码为85213。

## 政治
圣弗洛朗德布瓦所属的省级选区为莱河畔马勒伊-迪赛县。

## 人口

1962-2008年间圣弗洛朗德布瓦人口变化图示

圣弗洛朗德布瓦于2018年1月1日时的人口数量为2833人。